# Маркус Вінкельгок
Ма́ркус Вінкельхок (нім. Markus Winkelhock, *13 червня 1980) — німецький автогонщик, пілот Формули-1, син Манфреда Вінкельхока і племінник Йоахима Вінкельхока — гонщиків Формули-1, що виступали у 80-х роках минулого століття.

## Повна таблиця результатів
Жирним шрифтом позначені етапи, на яких гонщик стартував з поулу.
Курсивом позначені етапи, на яких гонщик мав найшвидше коло.
| Рік  | Команда                     | Шасі          | Двигун               | 1        | 2   | 3        | 4   | 5   | 6   | 7   | 8   | 9   | 10       | 11  | 12       | 13       | 14  | 15  | 16  | 17  | 18  | Місце в чемпіонаті | Очки в чемпіонаті |
| ---- | --------------------------- | ------------- | -------------------- | -------- | --- | -------- | --- | --- | --- | --- | --- | --- | -------- | --- | -------- | -------- | --- | --- | --- | --- | --- | ------------------ | ----------------- |
| 2006 | MF1 Racing                  | Midland M16   | Toyota RVX-06 2.4 V8 | BHR Тест | MAL | AUS Тест | SMR | EUR | ESP | MON | GBR | CAN | USA      | FRA | GER Тест | HUN Тест | TUR | ITA | CHN | JPN | BRA | -                  | -                 |
| 2007 | Etihad Aldar Spyker F1 Team | Spyker F8-VII | Ferrari 056H 2.4 V8  | AUS      | MAL | BHR      | ESP | MON | CAN | USA | FRA | GBR | EUR Схід | HUN | TUR      | ITA      | BEL | JPN | CHN | BRA |     | 26                 | 0                 |